# Giovanni Cesari
Giovanni Cesari (Frosinone, 25 giugno 1843 – Roma, 10 marzo 1904) è stato un cantante castrato italiano.

## Biografia
Nato a Frosinone nel 1843, all'età di nove anni fu abbandonato dai genitori in orfanotrofio, dove cominciò la sua educazione musicale sotto la direzione di Gaetano Capocci e il sostegno economico della Cappella Sistina. Al termine dei suoi studi, il diciassettenne Cesari fu ammesso al coro della cappella Sistina nel 1861.
Insieme ad Alessandro Moreschi, Domenico Salvatori e Domenico Mustafà, Cesari fu uno dei più apprezzati castrati del secondo ottocento e fu particolarmente rinomato per i suoi trilli. Oltre a cantare alla Sistina, Cesari curava la direzione musicale di diverse chiese di Roma, tra cui Santa Lucia al Gonfalone e Santo Spirito in Sassia. Nel 1896 fu promosso vice-direttore della cappella Sistina, subentrando a volte al maestro Domenico Mustafà.
Morì a Roma nel 1904.